# マリオ・シマロ
マリオ・シマロ（Mario Cimarro、1971年6月1日 - ）は、キューバの俳優。

## 出演作品
- ダニーのサクセス・セラピー シーズン2（アウグスト）
- メディテラニアン・ブルー
- ダニーのサクセス・セラピー シーズン1（アウグスト）
- 必殺処刑人 リベンジ（ジュジュ）
- セカンド・チャンス（サルヴァドール・セリンサ）